# Intercity

Emblema IC a Österreichische Bundesbahnen

Intercity (prescurtat în mod obișnuit IC pe Tabela Plecări/Sosiri și bilete) este clasificarea aplicată anumitor servicii de trenuri de călători pe distanțe lungi din Europa. Astfel de trenuri (spre deosebire de trenurile regionale, locale sau de navetiști) opresc în general numai în gările mari.
O variantă internațională a trenurilor InterCity sunt trenurile EuroCity (EC), care constau din vagoane de înaltă calitate și sunt conduse de o varietate de operatori.